# Gordon Arnold
Gordon Leslie Arnold (ur. 14 sierpnia 1941, zm. 15 października 1997) – mężczyzna, który twierdził, że był świadkiem zamachu na prezydenta Stanów Zjednoczonych Johna F. Kennedy’ego 22 listopada 1963 roku na Dealey Plaza w Dallas.

## Historia
27 sierpnia 1978 roku dziennikarz Earl Golz napisał artykuł w The Dallas Morning News o świadkach którzy „mieli do czynienia” z fałszywymi agentami United States Secret Service – jednym z tych świadków był Gordon Arnold. Według artykułu, Arnold idąc w stronę ogrodzenia na trawiastym pagórku minuty przed zamachem został zatrzymany przez mężczyznę podającego się za agenta Secret Service który nakazał mu opuszczenie tego miejsca. Gordon Arnold próbował w tej sytuacji dostać się na most kolejowy nad trzypasmową drogą, aby nakręcić kamerą przejazd prezydenckiej kolumny, gdy podszedł do niego mężczyzna który powiedział, że jest z Secret Service i po pokazaniu odznaki nakazał, że Arnold nie może tam być, więc ten przeniósł się na pagórek przed ogrodzeniem, gdzie filmował kolumnę, jadącą od strony Elm Street. Stwierdził, że padły dwa strzały zza jego głowy i że upadł na ziemię gdy poczuł pierwszy strzał nad swoim lewym ramieniem. Gordon Arnold powiedział, że leżał przez cały czas filmowania, dopóki nie poczuł kopnięcia – był to jeden z dwóch policjantów który kazał mu wstać. Drugi policjant płacząc i trzymając strzelbę skonfiskował film i nakazał Arnoldowi opuszczenie tego terenu. Gordon Arnold zasugerował, że obawiał się zgłosić służbom ów incydent ze względu na niewyjaśnione zgony osób w mniejszym lub większym stopniu powiązanych z wydarzeniami z dnia śmierci prezydenta – nie został więc wezwany przed Komisję Warrena ani Komisję Śledczą Izby Reprezentantów do Spraw Zabójstw. Według artykułu, w czasie zamachu Arnold był żołnierzem United States Army, który właśnie ukończył szkolenie podstawowe i zgłosił się dwa dni później do służby w Fort Wainwright na Alasce.

## Podsumowanie
Chociaż istnienie fałszywych agentów Secret Service zostało wspomniane 15 lat wcześniej przez świadków, nie ma dowodów na to, że Gordon Arnold był na Dealey Plaza podczas zamachu. Nie widać go na zdjęciach ani filmach, a żaden ze świadków na trawiastym pagórku nie wspomina o jego obecności. Otrzymał jednak wsparcie od senatora Ralpha Yarborougha, który jechał w prezydenckiej kolumnie. Yarborough skontaktował się z dziennikarzem Earlem Golzem, który opublikował historię Arnolda i powiedział Golzowi, że widział człowieka, który upadł na ziemię w sposób opisany przez Gordona Arnolda. Ralph Yarborough mógł widzieć Arnolda albo Williama Newmana, który z pewnością padł na ziemię w pobliżu trawiastego pagórka zaraz po śmiertelnym strzale w głowę prezydenta.
Gordon Arnold zmarł w 1997 roku i jako weterana wojny wietnamskiej pochowano go na cmentarzu Little Bethel Memorial Park w Duncanville (stan Teksas).